# Biliner Sauerbrunn
Biliner Sauerbrunn (tschechisch Bílinská kyselka) ist ein stark mineralisiertes alkalisches Heil- und Mineralwasser, das in der Stadt Bílina im Tal der Bílina unweit des Berges Borschen in der Tschechischen Republik in der Tiefe von 190,8 m gefördert wird.

## Ursprung
Im Untergrund des Bíliner Tals kreuzen sich Spalten und Quarzgänge. In diesem System zirkuliert Wasser, das an geeigneten Stellen zu Tage gefördert wird. Besonders reich ist das Mineralwasser der Franz-Josef-Quelle an Natrium, Calcium, Kalium, Magnesium und Lithium als Kationen und den Anionen wie Hydrogencarbonat, Sulfat und Chlorid.
Die Temperatur des Mineralwassers direkt in der Quelle liegt zwischen 17 °C und 20 °C. Der Kohlensäuregehalt ist der Quelle bei ihrem Ursprung eigen und wird im Naturzustand abgefüllt.

## Geschichte

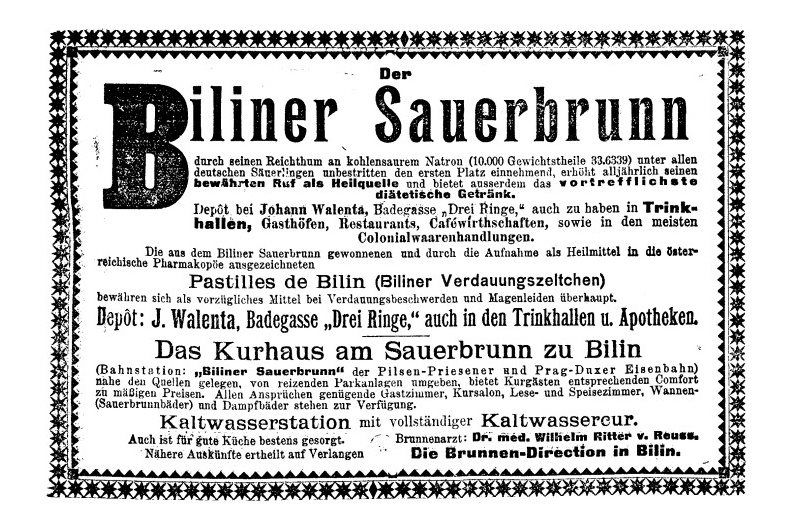
Anzeige aus dem Jahr 1900

Die Abfüllanlage des „Biliner Sauerbrunnens“ befindet sich im Böhmischen Mittelgebirge am Rande der Stadt Bílina. Das Kurbad wurde durch das Adelsgeschlecht Lobkowicz aufgebaut und später durch den Kurarzt Franz Ambrosius Reuß überregional bekannt. Im 16. Jahrhundert wurde das Mineralwasser in Tonkrügen abgezogen, mit Wachs übergossen und zu Kunden in die weitere Umgebung versendet.
Erste schriftliche Überlieferungen finden sich in der Chronik von Wenzeslaus Hajek von Libotschan aus dem Jahr 1541, wo er die Geschichte über einen Streit aus dem Jahr 761 um „besonderes Wasser aus Bilin, bei dem war möglich das Salz durch die Eindampfung zu gewinnen,“ beschreibt. Die ersten Geschäftsaktivitäten des Biliner Sauerbrunnens werden in Archivbeständen des Adelsgeschlechts Lobkowitz seit 1664 nachgewiesen.
Am Anfang des 18. Jahrhunderts wurde „Biliner Sauerbrunn“ wegen des Trinkwassermangels auch für den Hausgebrauch bezogen. Erst im Jahr 1761 wurde das Mineralwasser von „wilden Gewässern“ bereinigt. Die drei Quellen wurden in Sandsteinbecken zusammengeführt und mit einer Mauer eingefasst.
Zwei Jahrzehnte danach hatte der „Biliner Sauerbrunn“ auch im Ausland Abnehmer. Wegen des steigenden Absatzes wurden neue Verpackungs- und Auslieferungshäuser gebaut, weshalb es das modernste Unternehmen seiner Art in der österreichisch-ungarischen Monarchie wurde und als ein Symbol der Reinheit galt. Vom Fürsten Franz Joseph Maximilian von Lobkowitz, Besitzer von Bilin, wurde ein Umbau der Quellen vorgenommen. Die Quelle wurde zur Dekoration mit einem, durch vier Säulen getragenen, Tempel versehen. Im Jahr 1786 wurden 42.000 Krüge ausgeliefert; im Jahr 1850 waren es 109.559 und im Jahr 1900 bereits 4.315.307 Krüge. Im Jahr 1870 wurden die Tonkrüge durch Glasflaschen ersetzt.
Mit dem russischen Zarenreich handelte das Unternehmen an der Wende vom 18. zum 19. Jahrhundert. Aus diesem Grund ließ die Gesellschaft ihre Marke und ihr Produkt für diesen Markt im Jahr 1910 schützen. Den größten Aufschwung verzeichnete der Sauerbrunnen an der Wende vom 19. zum 20. Jahrhundert. Bis in die Gegenwart exportiert der Brunnenbetrieb weltweit, unter anderem bis nach Stockholm oder Rio de Janeiro.
Seit dem Jahr 1782 sind wohltuende Eigenschaften und heilende Wirkungen bekannt, wovon ursprünglich lateinische Inschriften auf einer Marmorplatte am Kopf der Kurterrasse zeugen. Großen Anteil an der Verbreitung und Nutzung der Mineralquellen hatten die Geologen, Balneologen, Mineralogen und Ärzte Josef von Löschner, Franz Ambrosius Reuss und sein Sohn August Emanuel von Reuss. August Emanuel von Reuss wirkte später als Kurarzt in Bilin. In der Mitte der historischen Kuranlagen steht ein „Reussdenkmal“.

## Auszeichnungen

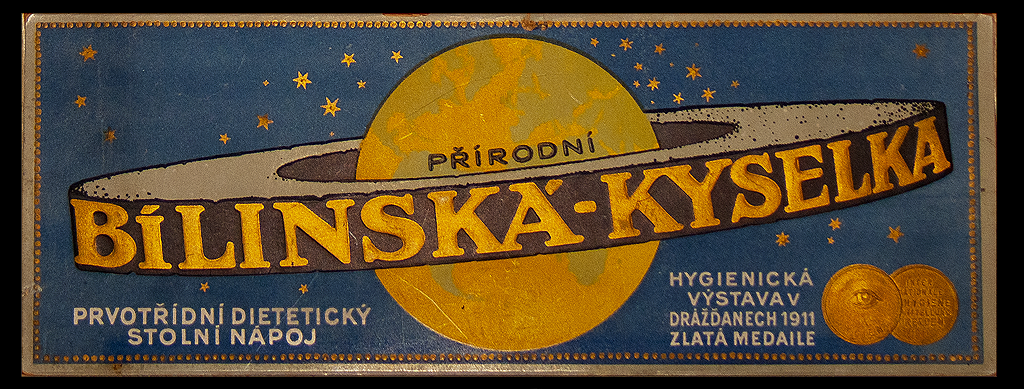
Beschreibung des Versandkartons: „Natürliches Mineralwasser Bílinská Kyselka. Ausgezeichnetes diätetisches Getränk. Hygiene-Ausstellung in Dresden, eine Goldmedaille im Jahre 1911.“

Der „Biliner Sauerbrunn“ nahm an Ausstellungen teil, wo er von 1862 bis 1926 mit verschiedenen Medaillen ausgezeichnet wurde. Dazu gehörten goldene Medaillen aus London (1862), Triest (1882), Teplitz (1895), Innsbruck (1896), Paris (1896), Milan (1906), Dresden (1911), Wien (1913) oder Lwów (1926). Der Erste und der Zweite Weltkrieg sowie die kommunistische Ära in der Tschechoslowakei unterbrach jedoch diese Tradition.

## Heilende Wirkungen
Ärzte empfahlen „Biliner Sauerbrunn“ als Heilwasser bei Gicht, Nieren-, Harn-, Darm-, Magen-, Blasen- und Harnwegsleiden (vor allem beim Stein- und Sandvorkommen), Diabetes, Atemwegserkrankungen, Anfangsstadium der Lungentuberkulose, Rheuma und bei neurotischen Störungen wie Hysterie und Hypochondrie.

### Biliner Verdauungszeltchen

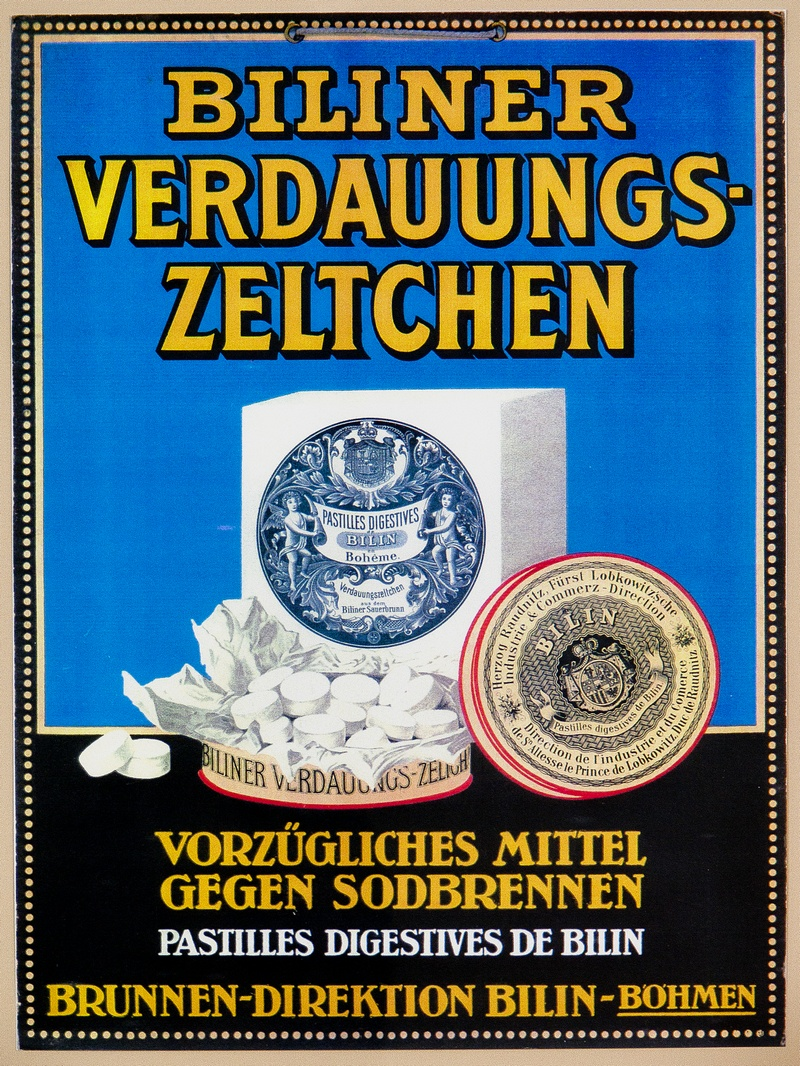
Historischer Flyer der Biliner Verdauungszeltchen

Aus Abdampfrückständen der „Biliner Sauerbrunnen“ wurden Verdauungszeltchen (auch „Biliner Pastillen“ oder öfter „Pastilles digestives de Bilin“ genannt) im 19. Jahrhundert hergestellt. Sie wurden als Mittel bei Verdauungsbeschwerden, Sodbrennen und Magenleiden vertrieben. Von diesen „Verdauungszeltchen“ kamen am Ende des 19. Jahrhunderts 200.000 Schachteln jährlich zum Versand. Die Produktion der „Verdauungszeltchen“ wurde nach dem Ersten Weltkrieg eingestellt.